# Стрибки у воду на літніх Олімпійських іграх 2016
Змагання зі стрибків у воду на літніх літніх Олімпійських іграх 2016 відбулись з 7 по 19 серпня 2016 року у Водному центрі імені Марії Ленк. Програма змагань складалася з 8 дисциплін, по 4 серед чоловіків і жінок: стрибки з триметрового трампліна та десятиметрової вишки, і, відповідно, синхронні стрибки з триметрового трампліна та десятиметрової вишки.

## Країни, що кваліфікувались
У змаганнях взяли участь 136 спортсменів з 29 країн:
- Австралія  (9)
- Австрія  (1)
- Білорусь  (2)
- Бразилія  (9)
- Велика Британія  (11)
- Венесуела  (2)
- Єгипет  (4)
- Ірландія  (1)
- Італія  (8)
- Канада  (7)
- Китай  (13)
- Північна Корея  (3)
- Колумбія  (4)
- Малайзія  (6)
- Мексика  (9)
- Нідерланди  (1)
- Німеччина  (8)
- Нова Зеландія  (1)
- Південна Корея  (1)
- Росія  (8)
- ПАР  (1)
- Пуерто-Рико  (1)
- США  (10)
- Угорщина  (1)
- Україна  (7)
- Франція  (3)
- Хорватія  (1)
- Ямайка  (1)
- Японія  (3)

## Розклад змагань
Час місцевий (UTC−3)
| День                | Час         | Дисципліна                                        |
| ------------------- | ----------- | ------------------------------------------------- |
| Неділя 7 серпня     | 16:00–17:15 | синхронний трамплін, 3 метри (жінки)              |
| Понеділок 8 серпня  | 16:00–17:15 | синхронна вишка, 10 метрів (чоловіки)             |
| Вівторок 9 серпня   | 16:00–17:15 | синхронна вишка, 10 метрів (жінки)                |
| Середа 10 серпня    | 16:00–17:15 | синхронний трамплін, 3 метри (чоловіки)           |
| П'ятниця 12 серпня  | 15:30–18:30 | трамплін, 3 метри (жінки) — попередні змагання    |
| Субота 13 серпня    | 16:00–17:40 | трамплін, 3 метри (жінки) — півфінал              |
| Неділя 14 серпня    | 16:00–17:30 | трамплін, 3 метри (жінки) — фінал                 |
| Понеділок 15 серпня | 15:15–18:45 | трамплін, 3 метри (чоловіки) — попередні змагання |
| Вівторок 16 серпня  | 10:00–11:50 | трамплін, 3 метри (чоловіки) — півфінал           |
| Вівторок 16 серпня  | 18:00–20:10 | трамплін, 3 метри (чоловіки) — фінал              |
| Середа 17 серпня    | 15:00–18:10 | вишка, 10 метрів (жінки) — попередні змагання     |
| Четвер 18 серпня    | 10:00–11:30 | вишка, 10 метрів (жінки) — півфінал               |
| Четвер 18 серпня    | 16:00–17:30 | вишка, 10 метрів (жінки) — фінал                  |
| П'ятниця 19 серпня  | 16:00–19:10 | вишка, 10 метрів (чоловіки) — попередні змагання  |
| Субота 20 серпня    | 11:00–12:50 | вишка, 10 метрів (чоловіки) — півфінал            |
| Субота 20 серпня    | 16:30–18:10 | вишка, 10 метрів (чоловіки) — фінал               |

## Медалі

### Медальний залік
| Місце  | Країна          | Золото | Срібло | Бронза | Загалом |
| ------ | --------------- | ------ | ------ | ------ | ------- |
| 1      | КНР             | 7      | 2      | 1      | 10      |
| 2      | Велика Британія | 1      | 1      | 1      | 3       |
| 3      | США             | 0      | 2      | 1      | 3       |
| 4      | Італія          | 0      | 1      | 1      | 2       |
| 5      | Малайзія        | 0      | 1      | 0      | 1       |
| 6      | Мексика         | 0      | 1      | 0      | 1       |
| 7      | Канада          | 0      | 0      | 2      | 2       |
| 8      | Австралія       | 0      | 0      | 1      | 1       |
| 9      | Німеччина       | 0      | 0      | 1      | 1       |
| Всього | Всього          | 8      | 8      | 8      | 24      |

### Чоловіки
| Дисципліна                        | Золото                                   | Срібло                           | Бронза                                            |
| --------------------------------- | ---------------------------------------- | -------------------------------- | ------------------------------------------------- |
| 3 м трамплін                      | Цао Юань (CHN)                           | Джек Лафер (GBR)                 | Патрік Гаусдінґ (GER)                             |
| 10 м вишка                        | Чень Айсень (CHN)                        | Херман Санчес (MEX)              | Девід Бодая (USA)                                 |
| Синхронні стрибки з 3 м трампліна | Велика Британія · Кріс Мірс · Джек Лафер | США · Сем Дорман · Майкл Гіксон  | Китай · Цао Юань · Цінь Кай                       |
| Синхронні стрибки з 10 м вишки    | Китай · Лінь Юе · Чень Айсень            | США · Девід Бодая · Стіл Джонсон | Велика Британія · Томас Дейлі · Даніель Гудфеллоу |

### Жінки
| Дисципліна                        | Золото                          | Срібло                                      | Бронза                                    |
| --------------------------------- | ------------------------------- | ------------------------------------------- | ----------------------------------------- |
| 3 м трамплін                      | Ши Тінмао (CHN)                 | Хе Цзи (CHN)                                | Таня Каньотто (ITA)                       |
| 10 м вишка                        | Жень Цянь (CHN)                 | Си Яцзе (CHN)                               | Мейган Банфето (CAN)                      |
| Синхронні стрибки з 3 м трампліна | Китай · Ши Тінмао · У Мінься    | Італія · Таня Каньотто · Франческа Даллапе  | Австралія · Меддісон Кіні · Анабель Сміт  |
| Синхронні стрибки з 10 м вишки    | Китай · Чень Жолінь · Лю Хуейся | Малайзія · Цзюнь Хон Чон · Панделела Рінонг | Канада · Мейган Банфето · Розелін Фільйон |